# Percy Jackson e gli dei dell'Olimpo - Il mare dei mostri
Percy Jackson e gli dei dell'Olimpo - Il mare dei mostri (Percy Jackson: Sea of Monsters) è un film del 2013 diretto da Thor Freudenthal e con protagonisti Logan Lerman, Brandon T. Jackson, Alexandra Daddario, Douglas Smith, Leven Rambin e Jake Abel. È tratto dal romanzo omonimo scritto nel 2006 da Rick Riordan ed è il sequel del film del 2010 Percy Jackson e gli dei dell'Olimpo - Il ladro di fulmini.

## Trama
Sette anni prima dell'inizio degli eventi, Annabeth, Luke, Grover e Talia scappano da un mostro per rintanarsi al Campo Mezzosangue, dimora di tutte le persone come loro. Durante la fuga però, Thalia perde la vita per salvare gli altri, ma suo padre Zeus, per fare in modo che ella continui a vivere in eterno, la trasforma in un albero in modo che alimenti la barriera posta ai confini del Campo Mezzosangue.
Sette anni dopo, Percy Jackson continua la sua vita al Campo Mezzosangue. Dopo aver sconfitto Luke, Percy riprende una vita tranquilla con i suoi amici Annabeth e Grover, ma si ritrova spesso in situazioni di rivalità con Clarisse La Rue, figlia di Ares, il dio della guerra. Un giorno, si presenta al campo un ciclope di nome Tyson di basse dimensioni, che alla fine si rivela essere il fratellastro di Percy, in quanto anch'egli figlio di Poseidone. Improvvisamente, la barriera protettiva dell'albero di Talia viene frantumata dall'attacco di un Toro della Colchide, che Percy riesce a respingere scagliandogli la penna-spada Anaklusmos (Vortice in greco antico) negli ingranaggi, distruggendolo. Subito dopo, gli appare davanti Luke, sopravvissuto all'annegamento con uno strano congegno teletrasportante, che gli rivela l'esistenza di una profezia che lo riguarda e cerca di convincerlo a passare dalla sua parte, dicendogli anche che molti altri mezzosangue si sono già uniti a lui. Intanto, il centauro Chirone e il Signor D (Dioniso), i direttori del campo, scoprono che la rottura della barriera è dovuta all'avvelenamento dell'albero di Talia e Percy accusa di questo Luke.
Annabeth trova un modo per curarlo, ovvero il Vello d'oro, una potente reliquia situata nel Mare dei Mostri, ora situato nel Triangolo delle Bermuda. Dioniso decide di mandare Clarisse in missione e la ragazza parte subito. Quella stessa sera, Percy fa visita all'Oracolo, che gli rivela l'importante profezia riguardante il suo futuro. Gli racconta dapprima la storia del potente e malvagio Crono, che comandava il mondo insieme ai suoi fratelli Titani. Grazie alla resistenza di Zeus, Poseidone e Ade, Crono fu sconfitto, ma destinato a tornare nuovamente in vita per vendicarsi. Solo il figlio di uno dei tre Cronidi avrebbe potuto sconfiggere nuovamente Crono, oppure sarebbe stato destinato a distruggere l'Olimpo. Percy decide di partire di nascosto con Annabeth, Grover e Tyson alla ricerca del Vello d'oro.
Come prima tappa, i quattro vengono condotti al Campidoglio di Washington dalle Graie, che vengono costrette da Percy a rivelare quello che sanno sulla profezia, e gli danno come indicazioni dei numeri. Giunti al Campidoglio, i quattro vengono attaccati da alcuni mezzosangue schierati dalla parte di Luke, che rapiscono Grover, e Percy si rende conto che Luke è alla ricerca del Vello, per questo gli serve Grover (i satiri come Grover sono naturalmente attratti dal Vello, Clarisse infatti se n'era portato dietro uno). Annabeth, per scoprire dov'è Luke, li conduce da Ermes, il padre di quest'ultimo, il quale dona loro un Thermos contenente i quattro venti di ogni angolo del mondo e un Eliminatore di Materia in grado di far sparire qualsiasi cosa venga delimitata con esso, poi i serpenti sul caduceo, Martha e George, rivelano la presenza di Luke su uno yacht chiamato Andromeda, costeggiato al largo della Florida.
Arrivati al molo, Tyson chiede aiuto al padre per riuscire a raggiungere la nave di Luke e trovare Grover, così Poseidone manda in loro soccorso un ippocampo, cosa che fa innervosire Percy, avendo tentato di comunicare col padre per giorni senza nessuna risposta. I tre salgono sullo yacht ma vengono catturati da Luke ed egli rivela che Grover si trova già al Mare dei Mostri e di avere intenzione di trovare il Vello per riportare in vita Crono, il re dei Titani, e permettergli di distruggere l'Olimpo per la negligenza nei loro confronti da parte dei loro divini genitori. I tre vengono poi sbattuti nella cella dello yacht, ma riescono a fuggire su una scialuppa grazie ai poteri di Percy e utilizzando l'Eliminatore di Materia e il Thermos dei Venti di Ermes. Mentre sono in viaggio verso il Mare dei Mostri, Annabeth rivela a Percy che il motivo della sua antipatia e indifferenza verso Tyson è dovuta al fatto che fu proprio un ciclope ad uccidere Talia, tempo addietro.
Giunti al Triangolo, vengono divorati da Cariddi. Nello stomaco del mostro, Percy, Annabeth e Tyson incontrano Clarisse, la quale, a malincuore, li accoglie sulla sua nave popolata dagli zombie dei caduti in guerra. Percy e Clarisse decidono di collaborare e realizzano un piano per liberarsi: grazie al cannone della nave, bucano lo stomaco di Cariddi che li espelle. Una volta fuori, Percy vede le coordinate sulla superficie del mare che li porteranno nella dimora di Polifemo, il possessore del Vello, grazie ai numeri che le Graie gli hanno detto, che si rivelano essere proprio coordinate.
Percy, Annabeth, Tyson e Clarisse raggiungono la tana di Polifemo e in un duro scontro con questo riescono a recuperare sia il Vello d'oro che Grover, sopravvissuto al ciclope facendo leva sulla sua semi-cecità. Di nuovo fuori, si imbattono però in Luke, che chiede loro il Vello, ma Percy si rifiuta di darglielo, perciò Luke gli scaglia contro una freccia. Tyson però si interpone e riceve il colpo, precipitando in un fiume. I quattro amici vengono catturati, Luke ottiene il Vello e lo pone sopra la bara di Crono, attendendo che egli risorga. Percy, afflitto e scoraggiato per la morte di Tyson, si convince di essere lui l'eroe che distruggerà l'Olimpo, viene però dissuaso da Annabeth, che lo convince a lasciar perdere la profezia e a scrivere da sé il suo destino.
Proprio in quel momento, Crono risorge e ingoia Luke e Grover. Percy agguanta Anaklusmos e ferisce Crono al piede, scoprendo così che la lama maledetta della profezia altro non è che la sua spada. Crono tenta inutilmente di uccidere Percy, che lo sconfigge squarciandogli il petto con la spada, liberando Grover e Luke. Quest'ultimo però, cade nella tana di Polifemo, lasciando il suo destino ambiguo. Quando tutto sembra andare per il meglio, Annabeth viene avvelenata dalla manticora di Luke. Grover e Clarisse intervengono, Annabeth però è in fin di vita, ma Percy, aiutato dagli altri, la copre col Vello e riesce a salvarla.
Tornati al Campo Mezzosangue, Clarisse depone il Vello sull'albero e ripristina la barriera, ma il suo potere è talmente grande da riportare alla luce anche la stessa Talia. Ora i figli dei Cronidi, sono due e quindi la profezia può riguardare entrambi, non solo Percy.

## Produzione
Lo sviluppo del film iniziò il 1º marzo 2011, giorno in cui la casa di produzione Fox 2000 ingaggiò Scott Alexander e Larry Karaszewski come sceneggiatori. Sempre nello stesso giorno venne inoltre annunciato che il regista del primo film Chris Columbus sarebbe tornato come produttore, ma che non si sarebbe occupato di dirigere il sequel, compito che il successivo 16 giugno venne affidato a Thor Freudenthal.
Il budget per la realizzazione del film è stato di 90 milioni di dollari.

### Casting
Il primo attore ad essere confermato nel cast fu Logan Lerman nel ruolo del protagonista Percy Jackson e nei mesi successivi venne confermato anche il ritorno di Alexandra Daddario, Brandon T. Jackson e Jake Abel rispettivamente nei ruoli di Annabeth Chase, Grover Underwood e Luke Castellan.
Il casting del film iniziò nel mese di febbraio del 2012. Il primo attore ad essere scritturato fu Douglas Smith che il 16 febbraio venne scelto per interpretare il ruolo di Tyson. Il successivo 29 febbraio le attrici Missi Pyle, Yvette Nicole Brown e Mary Birdsong vennero scelte per interpretare il ruolo delle Graie. e il 15 marzo si unì al cast Nathan Fillion nel ruolo di Ermes, il padre di Luke Castellan. Il 20 marzo venne aggiunto al cast l'attore Anthony Head nel ruolo di Chirone, sostituendo così Pierce Brosnan che aveva interpretato questo ruolo nel primo film. Nel successivo mese di aprile si unirono al cast anche le attrici Paloma Kwiatkowski e Leven Rambin rispettivamente nei ruoli di Talia Grace e Clarisse La Rue.

### Riprese
Le riprese del film iniziarono il 16 aprile 2012 a Vancouver in Canada. Dopo aver passato più di un mese nella città canadese e aver effettuato due settimane di riprese al Robert Burnaby Park durante il mese di maggio, il 5 giugno il cast e la troupe si spostarono a New Orleans in Louisiana dove rimasero fino al successivo 14 luglio. Le riprese del film terminarono il 22 gennaio 2013.

## Distribuzione
Il primo trailer ufficiale del film è stato proiettato il 29 marzo 2013 durante l'anteprima statunitense del film The Host ed è stato distribuito online dal sito di MTV il 1º aprile. L'8 maggio dello stesso anno venne distribuito il primo trailer in italiano del film, seguito il successivo 26 giugno dal trailer internazionale. Il successivo 4 luglio venne inoltre distribuito anche il secondo trailer in italiano.
Alcune scene del film sono state presentate in anteprima il 23 luglio 2013 durante la quarantatreesima edizione del Giffoni Film Festival, alla presenza degli attori Logan Lerman e Alexandra Daddario.
Il film doveva essere distribuito nei cinema statunitensi a partire dal 26 marzo 2013, ma, dopo essere stata inizialmente spostata al 16 agosto, la data di uscita venne infine fissata al 7 agosto, per permettere di convertire la pellicola in 3D. In Italia è stato distribuito a partire dal 12 settembre 2013.

## Accoglienza

### Incassi
Il film ha incassato 68559554 $ nel Nord America e 131290761 $ nel resto del mondo, per un totale di 200623531 $.

### Critica
Il film ha ricevuto recensioni miste da parte della critica, pur leggermente negative rispetto al precedente film. Su Rotten Tomatoes, il film ha una percentuale di gradimento del 42% basata su recensioni di 117 recensioni, con un voto medio di 5.20/10. Il consenso critico del sito cita: «È carino e ricco di azione; purtroppo, Percy Jackson: il mare dei mostri è anche pieno di personaggi e trame che non puoi fare a meno di sentire come già visti.» Su Metacritic, il film ha una punteggio di 39, basato su una media pesata di 33 recensioni, "generalmente negative". Il sondaggio indetto da CinemaScore diede al film il voto B+ su una scala da A+ a F.